# Hypogrammodes numerica
Hypogrammodes numerica là một loài bướm đêm trong họ Noctuidae.